# Livin' Thing
Singles de Electric Light Orchestra
Strange Magic
(1976) Rockaria!
(1977)
Pistes de A New World Record
So Fine Above the Clouds
Livin' Thing est une chanson d'Electric Light Orchestra, parue en 1976 sur l'album A New World Record. Elle constitue le premier single extrait de l'album, avec en face B Fire On High (une chanson tirée de l'album précédent du groupe, Face the Music) au Royaume-Uni et Ma-Ma-Ma Belle (tirée de l'album On the Third Day) aux États-Unis. Ce single se classe 4e au Royaume-Uni et 13e aux États-Unis.